# La Pérouse-szoros
A La Pérouse-szoros (japánul 宗谷海峡, szójakaikjó, Szója-szoros) a japán sziget Hokkaidó északi és az Oroszországhoz tartozó Szahalin sziget déli partját elválasztó szoros.

## Történelme
A szorost a francia hajós Jean-François de La Pérouse-ról nevezték el, aki 1787-ben feltérképezte a csatornát.

## Földrajza
A szoros összeköti a tőle nyugatra hullámzó Japán-tengert a keletre elterülő Ohotszki-tengerrel. Mintegy 40 kilométer hosszú, mélysége 20 és 40 méter között váltakozik. A szoroson keresztül tiszta időben láthatóak a szemközti partok. Itt van Japán legészakibb pontja, a Szója-fok.